# Ferrari 375 MM
Ferrari 340 MM, 340/375 MM, 375 MM oraz 375 Plus – auta włoskiej firmy Ferrari wyprodukowane w przeznaczeniu min. do wyścigów Mille Miglia. Łącznie wyprodukowano 48 egzemplarzy, w tym 10 sztuk 340 MM, 4 sztuki 340/375 MM, 36 sztuk 375 MM oraz 1 egzemplarz 375 MM przeznaczony do użytku na drogach publicznych. Auto zbudowano na życzenie stałego klienta marki – reżysera Roberto Rosseliniego, który chciał obdarować swoją żonę wyjątkowym prezentem. Samochód zaprojektował Sergio Scaglietti. Obdarowaną była aktorka Ingrid Bergman. Rosselini zamówił auto pomalowane na wyjątkowy kolor, niedostępny dla innych modeli Ferrari w ówczesnym czasie. Lakier został tak dobrany, aby dobrze  komponował się z kolorem oczu Ingrid. Mimo wszystkich zabiegów aktorka nie zakochała się w swoim nowym Ferrari i nie podzieliła miłości męża do tej marki. Obecnie kolor ten pod nazwą „Grigio Ingrid” jest dostępny dla wszystkich modeli Ferrari.

## Dane techniczne
Ogólne
- Model: 375 MM
- Lata produkcji: 1953-1955
- Cena w chwili rozpoczęcia produkcji (1953):
- Liczba wyprodukowanych egzemplarzy: 26
- Projekt nadwozia:
- Zbiornik paliwa:  l
- Masa własna: 900 kg
- Ogumienie: przód 6.00 R 16,  tył 7.00 R 16

Osiągi
- Prędkość maksymalna: 280 km/h
- Moc maksymalna: 340 KM

Napęd
- Typ silnika: V12
- Pojemność: 4523 cm³
- Napęd: tylna oś

## Wartość obecna
Cena rynkowa modeli w I stanie zachowania (stan idealny, 100% oryginalnych części) waha się od  2 100 000 € za Ferrari 340 MM do 3 800 000 € za Ferrari 375 MM. W roku 2007 jedno z 4 egzemplarzy Ferrari 340/375 został sprzedany na aukcji za 5 717 250 $.